# بوبرينورفين/نالوكسون
بوبرينورفين/نالوكسون، يُباع تحت الاسم التجاري سبوكسون من بين أسماء أخرى، هو دواءٌ مركب يشمل البوبرينورفين والنالوكسون. بالترافق مع الاستشارة، يتم استخدامه لعلاج اضطراب استخدام المواد الأفيونية. يقلل من أعراض الانسحاب لمدة 24 ساعة تقريبًا. البوبرينورفين / نالوكسون متاح للاستخدام في شكلين مختلفين، تحت اللسان أو في الخد.
قد تشمل الآثار الجانبية فتور الجهاز التنفسي (انخفاض التنفس)، وصغر حجم حدقة العين، والنعاس، وانخفاض ضغط الدم. خطر الجرعة الزائدة أقل مع بوبرينورفين / النالوكسون مقارنة بالميثادون. ومع ذلك، من المرجح أن يتوقف الناس عن العلاج بالبوبرينورفين / نالوكسون أكثر من الميثادون. الميثادون، أو البوبرينورفين وحده، مفضل بشكل عام عندما يكون العلاج مطلوبًا أثناء الحمل.
ينتج عن البوبرينورفين، بجرعات أقل، التأثيرات الأفيونية المعتادة ؛ ومع ذلك، فإن الجرعات العالية التي تتجاوز مستوى معين لا تؤدي إلى تأثيرات أكبر. يُعتقد أن هذا يؤدي إلى انخفاض خطر الجرعة الزائدة عن بعض المواد الأفيونية الأخرى. النالوكسون هو مضاد أفيوني ينافس ويمنع تأثير المواد الأفيونية الأخرى (بما في ذلك البوبرينورفين) إذا تم إعطاؤه عن طريق الحقن. يتم امتصاص النالوكسون بشكل سيئ عند تناوله عن طريق الفم ويضاف لتقليل خطر إساءة استخدام الدواء عن طريق الحقن. ومع ذلك، لا يزال سوء الاستخدام عن طريق الحقن أو الاستخدام في الأنف يحدث. معدلات إساءة الاستخدام في الولايات المتحدة أقل منها مع المواد الأفيونية الأخرى.
تمت الموافقة على التركيبة المددمجة من العقارين للاستخدام الطبي في الولايات المتحدة في عام 2002. في الولايات المتحدة، تتراوح تكلفة البيع بالجملة اعتبارًا من عام 2017 بين 2.32  دولار أمريكي  دولار أمريكي في اليوم. في المملكة المتحدة، تكلف الجرعة المماثلة هيئة الخدمات الصحية الوطنية ما يتراوح بين 0.90 جنيه إسترليني إلى 2.72 جنيه إسترليني يوميًا، وفقًا لبيانات عام 2015. تمت الموافقة على إصدار عام من الدواء في منتصف عام 2018. في عام 2017، كان الدواء رقم 288 الأكثر شيوعًا في الولايات المتحدة، مع أكثر من مليون وصفة طبية.